# Cotignac
 Cotignac  (en occitano Cotinhac) es una población y comuna francesa, que se encuentra en la región de Provenza-Alpes-Costa Azul, departamento de Var, en el distrito de Brignoles y cantón de Cotignac.

## Demografía
| 1502 | 1398 | 1636 | 1628 | 1792 | 2026 |
| Para los censos de 1962 a 1999 la población legal corresponde a la población sin duplicidades (Fuente: INSEE [Consultar]) |      |      |      |      |      |